# Джонни Марцетти
Джонни Марцетти (англ. Johnny Marzetti) — американское блюдо из пасты в кухне Среднего Запада, приготовленное из лапши, сыра, говяжьего фарша и томатного соуса, который может включать овощи и грибы. Похоже на американский чоп суи и американский гуляш.

## История
Джонни Марцетти придумала итальянская иммигрантка по имени Тереза Марцетти в Колумбусе, штат Огайо, в итальянском ресторане Marzetti’s, основанном в 1896 году на Вудрафф-авеню и Хай-стрит. Одним из блюд, которое Марцетти предлагала своим клиентам, была запеченная запеканка из говяжьего фарша, сыра, томатного соуса и лапши, которую она назвала в честь своего зятя Джонни. Тереза Марцетти была первой, кто подал запеканку Джонни Марцетти в ресторане. Близость к соседнему государственному университету Огайо помогла первому ресторану добиться успеха и распространить известность Марцетти.
К 1920-м годам оно стало популярным в Огайо и на Среднем Западе США. Первоначальный ресторан был закрыт в 1942 году, но второе заведение, открытое в 1919 году, продолжало работать, пока в 1972 году не умерла Тереза Марцетти. Позже ресторан Marzetti стал известен различными заправками для салатов, которые до сих пор производятся под маркой T. Marzetti Company.
Джонни Марцетти также стал популярным блюдом в бывшей зоне Панамского канала. Некоторые местные жители считали, что блюдо родом из этого региона, и обычно называли его «Джонни Мацетти».

## См.также
- Хот-диш
- Кассероль